# Andrena albifacies
Andrena albifacies là một loài Hymenoptera trong họ Andrenidae. Loài này được Alfken mô tả khoa học năm 1927.